# Gela Hambese
Gela Hambese (amharisch ገላ ሀምበሴ; * 25. September 2002) ist eine äthiopische Leichtathletin, die sich auf den Langstreckenlauf spezialisiert hat.

## Sportliche Laufbahn
Erste internationale Erfahrungen sammelte Gela Hambese im Jahr 2024, als sie bei den Afrikameisterschaften in Douala in 37:09,20 min die Bronzemedaille im 10.000-Meter-Lauf hinter den Kenianerinnen Gladys Kwamboka und Rebecca Mwangi gewann. 

## Persönliche Bestzeiten
- 1500 Meter: 4:08,40 min, 27. Juni 2023 in Ostrava
- Meile: 4:24,44 min, 27. Januar 2024 in Astana
- 3000 Meter: 8:57,73 min, 10. Februar 2024 in Liévin
- 5000 Meter: 14:47,74 min, 10. Mai 2024 in Doha
- 10.000 Meter: 30:49,14 min, 14. Juni 2024 in Nerja